# New Xanagas
New Xanagas est une ville du Botswana.